# Charles Errard (général)
Pour les articles homonymes, voir Charles Errard et Errard.
Charles Marie Léon Errard, né le 15 novembre 1872 à Sandaucourt et mort en 1958, est un général de corps d'armée français de l'entre-deux-guerres.

## Biographie
Polytechnicien diplômé en 1893, il est affecté à l'artillerie. Il est cité à l'ordre de l'armée dès novembre 1914 pendant la Première Guerre mondiale pour son rôle dans l'installation de l'artillerie lourde. Il fait ensuite partie de l'état-major de la 1re armée, puis de celui des armées de l'Est à partir de septembre 1915 puis de celui d'une armée serbe.
Nommé général de brigade en 1926, il est chef d'état-major du gouverneur militaire de Paris (alors le général Gouraud). En 1929, il reçoit le commandement de la 14e division d'infanterie puis celui de la 3e région militaire (3e corps d'armée, Rouen) en novembre 1932. Il est promu commandeur de la Légion d'honneur en décembre 1932. Il est remplacé en novembre 1934 par le général Duffour et placé dans les cadres de réserve.

## Distinctions
- Commandeur de la Légion d'honneur (1932).